# ГЕС Гантерсвілл
ГЕС Гантерсвілл (англ. Guntersville Dam) – гідроелектростанція у штаті Алабама (Сполучені Штати Америки). Знаходячись між ГЕС Nickajack (вище по течії) та ГЕС Wheeler, входить до складу каскаду на річці Теннессі, яка дренує Велику долину у Південних Аппалачах та після повороту на північний захід впадає ліворуч до Огайо, котра в свою чергу є лівою притокою Міссісіпі (басейн Мексиканської затоки). 
В межах проекту річку перекрили комбінованою греблею висотою 29 метрів та довжиною 1213 метрів, яка включає бічні земляні ділянки загальною довжиною 697 метрів, котрі потребували 640 тис м3 породи, та центральну бетонну частину. Остання споруджена з 226 тис м3 бетону і містить машинний зал, водопропускні шлюзи та два паралельні судноплавні шлюзи з розмірами камер 183х34 метра та 110х18 метрів. Гребля утримує витягнуте по долині річки на 122 км водосховище з площею поверхні 275 км2 та об’ємом 1256 млн м3 (корисний об’єм 171 млн м3), в якому припустиме коливання рівня у операційному режимі між позначками 180,7 та 181,4 метра НРМ.  
Інтегрований у греблю машинний зал обладнаний чотирма турбінами типу Каплан загальною потужністю 124 МВт, які працюють при напорі від 5 до 13 метрів (середній напір 11 метрів).